# Campionati europei di ciclismo su strada 2020
I Campionati europei di ciclismo su strada 2020 si sarebbero dovuti svolgere a Trento, in Italia, dal 9 al 13 settembre. A causa della pandemia di COVID-19 gli organizzatori hanno chiesto una proroga per spostare la manifestazione all'anno successivo, per questo motivo, i Campionati si sono svolti a Plouay, in Francia, dal 24 al 28 agosto.

## Eventi

### Cronometro individuali
Lunedì 24 agosto
- 9:00 Donne Junior, 25,6 km
- 10:25 Uomini Junior, 25,6 km
- 12:00 Donne Under-23, 25,6 km
- 13:10 Uomini Under-23, 25,6 km
- 14:30 Donne Elite, 25,6 km
- 16:10 Uomini Elite, 25,6 km

### Corse in linea
Mercoledì 26 agosto
- 09:00 Donne Under-23, 81,9 km
- 12:00 Uomini Elite, 177,45 km

Giovedì 27 agosto
- 09:00 Uomini Under-23, 136,5 km
- 13:00 Donne Elite, 109,2 km

Venerdì 28 agosto
- 9:00 Donne Junior,  68,25 km
- 11:20 Uomini Junior, 109,2 km

### Staffetta
Venerdì 28 agosto
- 14:30 Staffetta Mista, 54,60 km

## Medagliere
| Pos.   | Nazione     | Oro | Argento | Bronzo | Totale |
| ------ | ----------- | --- | ------- | ------ | ------ |
| 1      | Paesi Bassi | 3   | 2       | 0      | 5      |
| 2      | Italia      | 3   | 1       | 3      | 7      |
| 3      | Germania    | 2   | 2       | 1      | 5      |
| 4      | Norvegia    | 2   | 0       | 0      | 2      |
| 5      | Svizzera    | 1   | 2       | 1      | 4      |
| 6      | Rep. Ceca   | 1   | 1       | 1      | 3      |
| 6      | Danimarca   | 1   | 1       | 1      | 3      |
| 8      | Francia     | 0   | 3       | 0      | 3      |
| 9      | Belgio      | 0   | 1       | 4      | 5      |
| 10     | Polonia     | 0   | 0       | 2      | 2      |
| Totale | Totale      | 13  | 13      | 13     | 39     |

## Sommario degli eventi
| Eventi                       | Oro                                                                                          | Tempo    | Argento                                                                                                  | Tempo   | Bronzo                                                                                             | Tempo   |
| Uomini Elite                 |                                                                                              |          | |         | |         |
| Gara in linea dettagli       | Giacomo Nizzolo Italia                                                                       | 4h12'23" | Arnaud Démare Francia                                                                                    | s.t.    | Pascal Ackermann Germania                                                                          | s.t.    |
| Cronometro dettagli          | Stefan Küng Svizzera                                                                         | 30'18"   | Rémi Cavagna Francia                                                                                     | a 17"   | Victor Campenaerts Belgio                                                                          | a 21"   |
| Donne Elite                  |                                                                                              |          | |         | |         |
| Gara in linea dettagli       | Annemiek van Vleuten Paesi Bassi                                                             | 2:50'46" | Elisa Longo Borghini Italia                                                                              | s.t.    | Katarzyna Niewiadoma Polonia                                                                       | a 5"    |
| Cronometro dettagli          | Anna van der Breggen Paesi Bassi                                                             | 34'03"   | Ellen van Dijk Paesi Bassi                                                                               | a 31"   | Marlen Reusser Svizzera                                                                            | a 59"   |
| Uomini Under-23              |                                                                                              |          | |         | |         |
| Gara in linea dettagli       | Jonas Hvideberg Norvegia                                                                     | 3h11'18" | Anthon Charmig Danimarca                                                                                 | s.t.    | Vojtěch Řepa Rep. Ceca                                                                             | a 2"    |
| Cronometro dettagli          | Andreas Leknessund Norvegia                                                                  | 30'58"   | Stefan Bissegger Svizzera                                                                                | a 23"   | Ilan Van Wilder Belgio                                                                             | a 28"   |
| Donne Under-23               |                                                                                              |          | |         | |         |
| Gara in linea dettagli       | Elisa Balsamo Italia                                                                         | 2h15'25" | Lonneke Uneken Paesi Bassi                                                                               | s.t.    | Emma Norsgaard Jørgensen Danimarca                                                                 | s.t.    |
| Cronometro dettagli          | Hannah Ludwig Germania                                                                       | 35'53"   | Franziska Koch Germania                                                                                  | a 24"   | Marta Jaskulska Polonia                                                                            | a 1'18" |
| Uomini Junior                |                                                                                              |          | |         | |         |
| Gara in linea dettagli       | Kasper Andersen Danimarca                                                                    | 2h38'28" | Pavel Bittner Rep. Ceca                                                                                  | s.t.    | Arnaud De Lie Belgio                                                                               | s.t.    |
| Cronometro dettagli          | Mathias Vacek Rep. Ceca                                                                      | 32'39"   | Marco Brenner Germania                                                                                   | a 3"    | Lorenzo Milesi Italia                                                                              | a 17"   |
| Donne Junior                 |                                                                                              |          | |         | |         |
| Gara in linea dettagli       | Eleonora Gasparrini Italia                                                                   | 1h54'22" | Marith Vanhove Belgio                                                                                    | s.t.    | Katrijn De Clercq Belgio                                                                           | s.t.    |
| Cronometro dettagli          | Elise Uijen Paesi Bassi                                                                      | 37'24"   | Maeva Squiban Francia                                                                                    | a 1'01" | Carlotta Cipressi Italia                                                                           | a 1'28" |
| Miste                        |                                                                                              |          | |         | |         |
| Staffetta a squadre dettagli | Germania Lisa Brennauer Miguel Heidemann Mieke Kröger Justin Wolf Lisa Klein Michel Hessmann | 1:14'14" | Svizzera Kathrin Stirnemann Claudio Imhof Marlen Reusser Stefan Bissegger Elise Chabbey Robin Froidevaux | a 26"   | Italia Vittoria Bussi Liam Bertazzo Elena Cecchini Edoardo Affini Vittoria Guazzini Davide Plebani | a 2'35" |